# Vauxite
La vauxite è un minerale.